# Anunciació

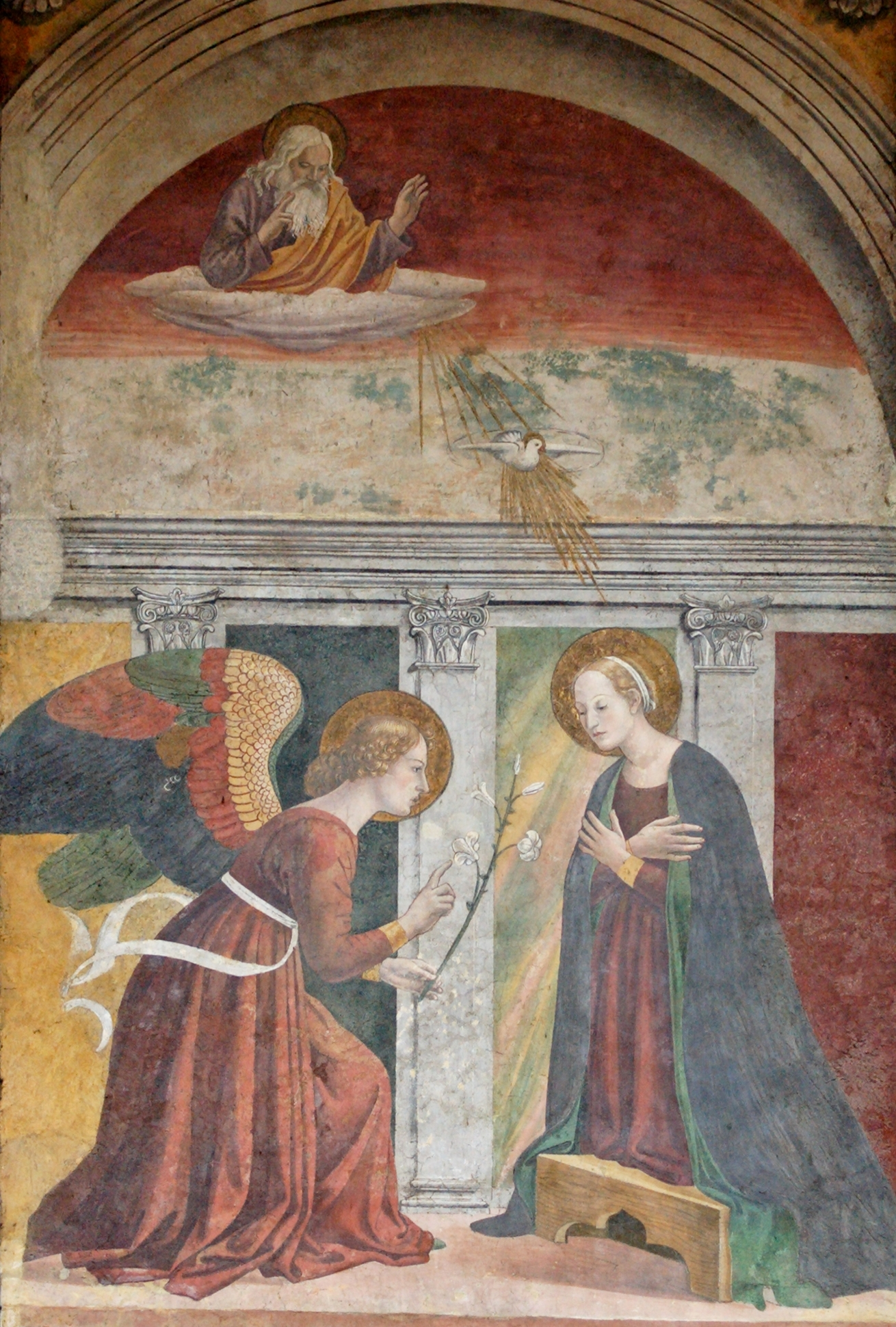
L'Anunciació de Melozzo da Forlì, Panteó de Roma.

L'Anunciació de Fra Angelico (Museu del Prado)

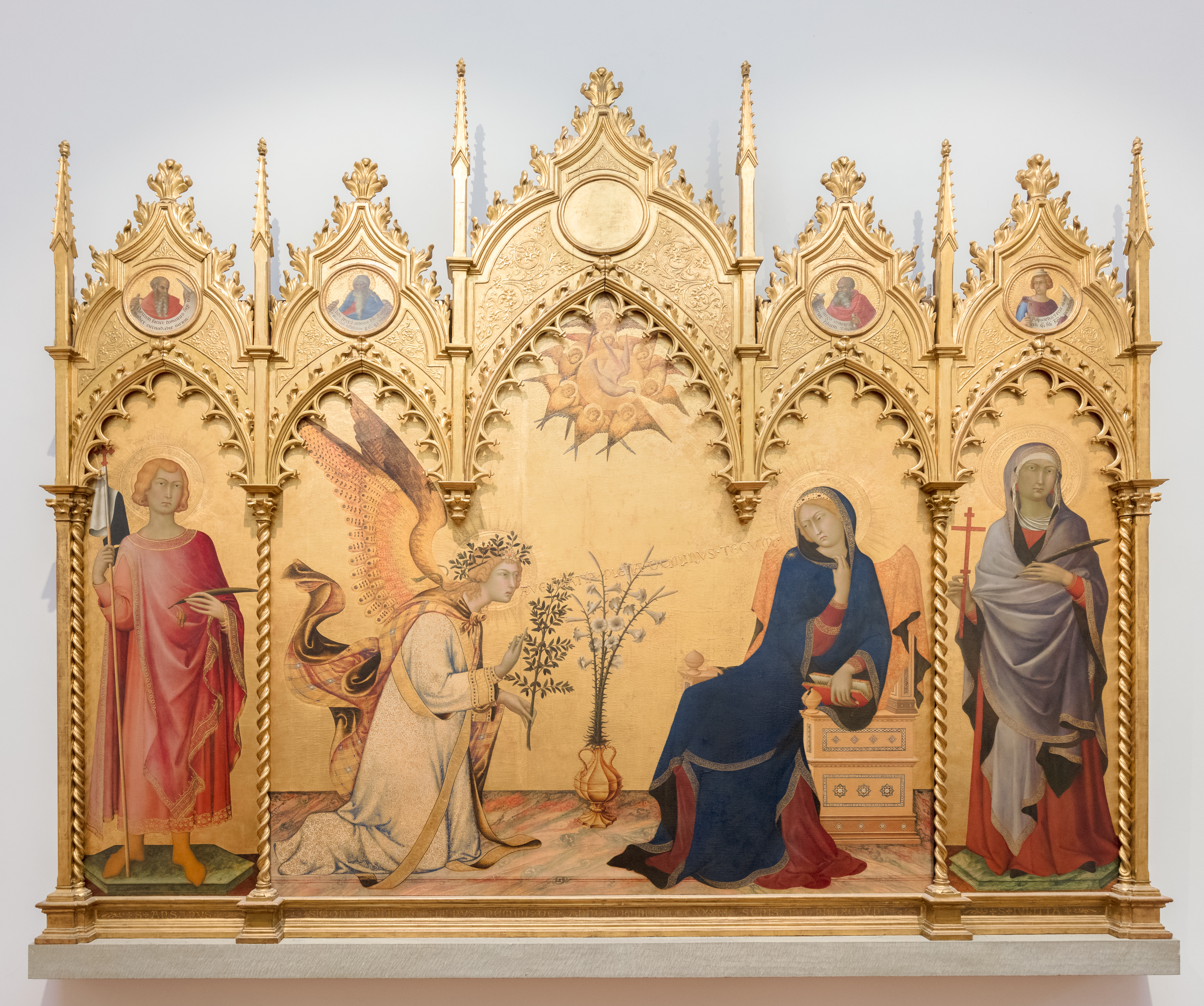
L'Anunciació de Simone Martini (Galeria dels Uffizi)

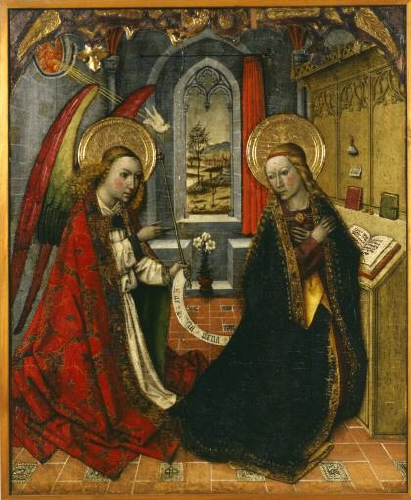
l'Anunciació del Retaule de Vallmoll (MNAC)

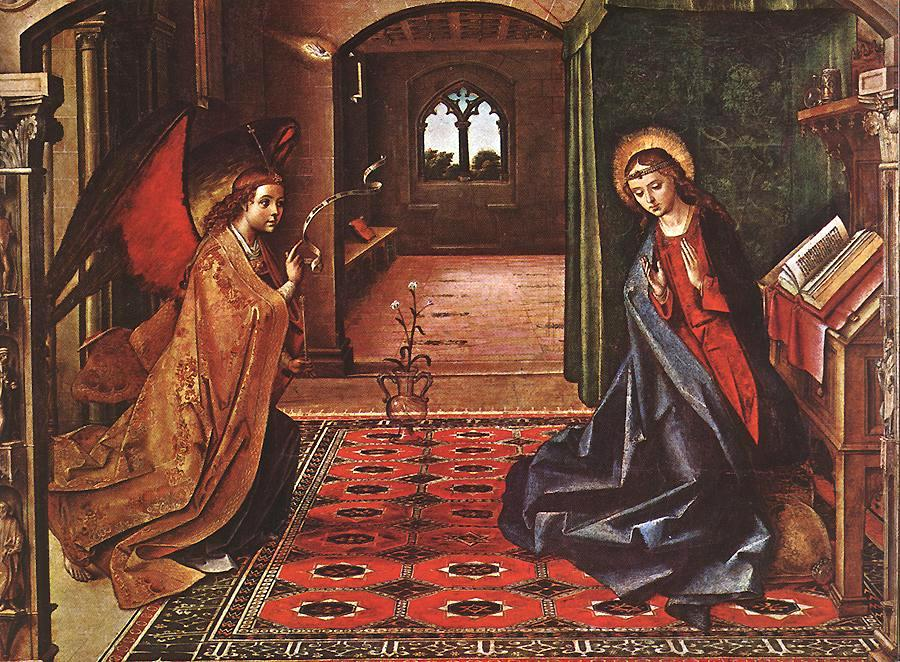
L'Anunciació de Pedro Berruguete (Cartoixa de Miraflores)

L'Anunciació és, per al cristianisme, l'aparició de l'Arcàngel Gabriel per anunciar a la Verge Maria que seria mare de Jesús, per obra de l'Esperit Sant. és a dir, sense haver tingut relacions sexuals. L'església catòlica celebra la festa de l'Anunciació el 25 de març (just nou mesos abans de Nadal). L'Anunciació ha esdevingut un dels temes més freqüents en l'art cristià occidental.i en la devoció popular constitueix un dels set goigs de Maria.
A Natzaret hi ha la basilica de l'Anunciació, erigida al lloc on segons la tradició catòlica romana es va produir l'esdeveniment
La primera versió de la història apareix a l'evangeli de Sant Lluc (Lc 1, 26-38). Als evangelis apòcrifs també apareix l'escena, així com a l'Alcorà. La Llegenda Àuria també té un capítol dedicat a l'Anunciació a Maria.

## L'anunciació a l'art
L'anunciació ha estat una de les escenes de referència de l'art cristià, tant el d'Occident com en l'art romà d'Orient.
Ha estat representada per artistes com Leonardo da Vinci, Sandro Botticelli, Caravaggio, Murillo, Simone Martini, Fra Angelico, o Donatello i molts altres. Es pot trobar tractada com un tema autònom o bé formant part de cicles relacionats amb la Vida de Jesús o la Mare de Déu (els sets goigs de Maria, per exemple). És freqüent en la pintura però també en l'escultura. Els primers testimonis són del segle iv i ja presenten l'esquema clàssic: la Verge a un costat i l'arcàngel Gabriel davant seu. Ella fa alguna activitat quotidiana (com la lectura, cosint o filant) i a vegades fa un gest com de sorpresa a causa de l'aparició sobtada de l'àngel, ja que l'evangeli diu que "ella es va torbar".. De tota manera, i malgrat la sorpresa inicial, el que la gestualitat de Maria destaca és, sobretot, la seva acceptació dels designis divins, palesa en la frase "Sóc la serventa del Senyor: que es compleixi en mi la teva paraula" també recollida per l'evangeli, Els gestos de les mans són molt importants en l'escena de l'anunciació. Un altre element gairebé constant en tota la iconografia de l'anunciació és el colom blanc que simbolitza l'Esperit Sant. Menys sovint també apareix, en la llunyania, la figura de Déu pare.
L'escena a acostuma situar-se en l'interior d'una casa, potser una habitació, potser un porxo obert a un jardí, que en l'art del Quattrocento dona lloc a interessants exercicis de representació de l'arquitectura i de perspectiva. En l'art gòtic, en canvi, la recreació de l'interior de la casa permet la representació de nombrosos objectes i elements de la vida quotidiana, sovint carregats de simbolismes que fan referència a la Mare de Déu, com la flor de lliri considerada un símbol de la puresa de Maria. L'acàngel Gabriel també acostuma a portar un filacteri amb les paraules que, segons l'evangeli, va pronunciar (Avemaria). En l'escultura, quan es tracta d'estàtues exemples, el repte per a l'escultor consisteix a trobar la manera d'interrelacionar ambdues figures, trencant el hieratisme de les estàtues. Això, en els portals de les catedrals gòtiques, suposa un avenç molt important vers la humanització de les figures i l'augment de la seva expressivitat (Anunciació de la catedral de Reims).
Paul Claudel és autor d'una obra anomenada L'anunciació a Maria (títol original, en francès, L'annonce faite à Marie)

## Obres
- En l'art medieval
  - L'Anunciació Friedsam
  - Tríptic de Mérode
  - L'Anunciació (Van Eyck, Washington)
  - Anunciació i reis de l'Epifania, atribuït a Arnau Bassa
  - Tríptic de l'Anunciació d'Ais
  - Anunciació entre els sants Ansano i Margarida, de Simone Martini
  - L'Anunciació (Van Eyck, Madrid)
  - Retaule de Vallmoll
  - Tríptic de l'Anunciació (Van der Weyden)
  - Pintures de la cel·la de Sant Miquel, al Monestir de Pedralbes
  - L'Anunciació (Mestre de la seu d'Urgell)
  - Anunciació atribuïda a Jacomart (Museu de Belles Arts de València)[5]
  - Grup de l'Anunciació a la portada de la catedral de Reims
  - Escultures de la porta de l'Anunciata de la Seu Vella de Lleida, cap al 1215 (Museu de Lleida)
  - Retaule de sant Gabriel arcàngel. Segle XV. Catedral de Barcelñona
- En l'art del Renaixement
  - L'Anunciació, de Pedro Berruguete (Burgos, Cartoixa de Miraflores)
  - L'Anunciació, de Fra Angelico (Museu del Prado)
  - Anunciació de Cestello, de Sando Botticelli (Galeria dels Uffizi, Florència)
  - L'Anunciació (Leonardo da Vinci)
  - Anunciació Cavalcanti (Donatello)
  - L'Anunciació que es troba a Sigüenza i L'Anunciació a Illescas, totes dues de El Greco
  - L'Anunciació, de Sandro Botticelli
- En l'art barroc
  - L'Anunciació, de Murillo (Museu del Prado)
  - L'Anunciació, de Caravaggio (Museu de Belles Arts de Nancy)
- En l'art del segle XIX
  - Ecce Ancilla Domini, de Dante Gabriel Rosetti
  - Clau de volta de la Sagrada Familia (Barcelona)